# Berliner Kinderoper
Die Berliner Kinderoper ist ein freies Ensemble von Kindern und Jugendlichen aus Berlin und Brandenburg, das sich zum Ziel gesetzt hat, Musiktheater von Kindern für Kinder und Erwachsene zu produzieren. Gegründet wurde sie 2005 von dem Berliner Komponisten Manuel Rösler nach einer Serie von Aufführung der Kinderoper Brundibár am Konzerthaus Berlin.
Produktionen

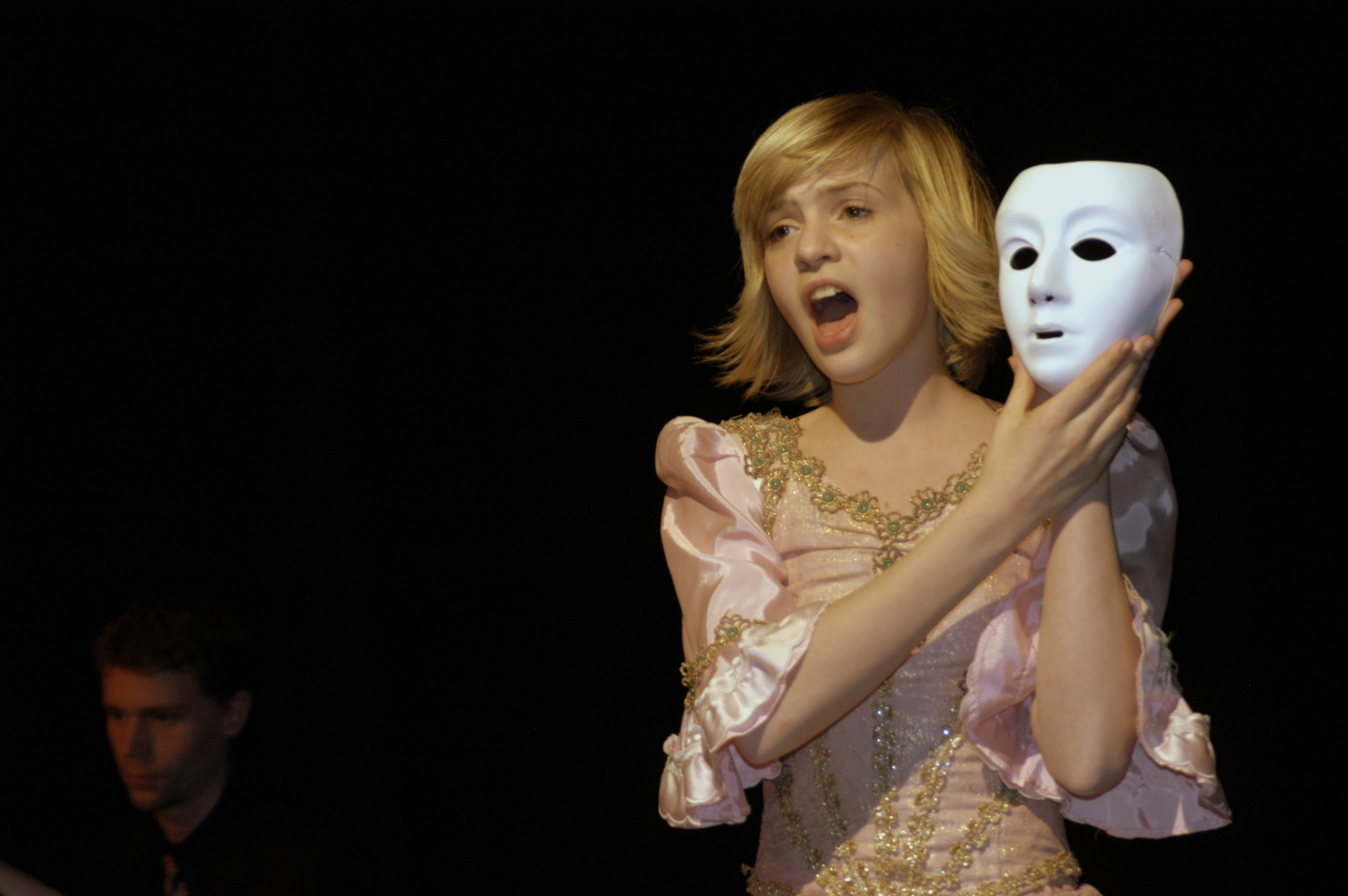
Johann Adam Hiller, Zirkus Liliput. „Die Vergänglichkeit“

- Hans Krása, Brundibár (2005, Konzerthaus Berlin)
- Manuel Rösler, Martins Mantel (2006, Berliner Dom)
- Johann Adam Hiller/Manuel Rösler, Zirkus Liliput (2007, Universität der Künste Berlin)
- Manuel Rösler, Eisenwald (2011, 48 Stunden Neukölln)

Hörbeispiele
- Hans Krása, Brundibár: Unsre Gans ist ausgeflogen (Max Ranft, Berliner Kinderoper. Konzerthaus Berlin, 2005)